# Oulad Saïd
Oulad Said (franska: Oulad Said (CR), Oulad Said (Commune Rurale), arabiska: أولاد عفيف) är en kommun i Marocko.   Den ligger i provinsen Settat och regionen Casablanca-Settat, i den norra delen av landet, 150 km sydväst om huvudstaden Rabat. Antalet invånare är 7 324.